# Amherst (Nowy Jork)
Amherst – miasto w Stanach Zjednoczonych, w stanie Nowy Jork, w hrabstwie Erie.